# هنتنغتون بلايس
هنتنغتون بلايس (بالإنجليزية: Huntington Place)‏ هو مركز مؤتمرات في وسط مدينة ديترويت، مملوك لهيئة مرافق المؤتمرات الإقليمية في ديترويت.